# Byblis aquatica
Byblis aquatica (укр. Бібліс водний) — вид хижих рослин з роду бібліс.

## Ареал та екологія

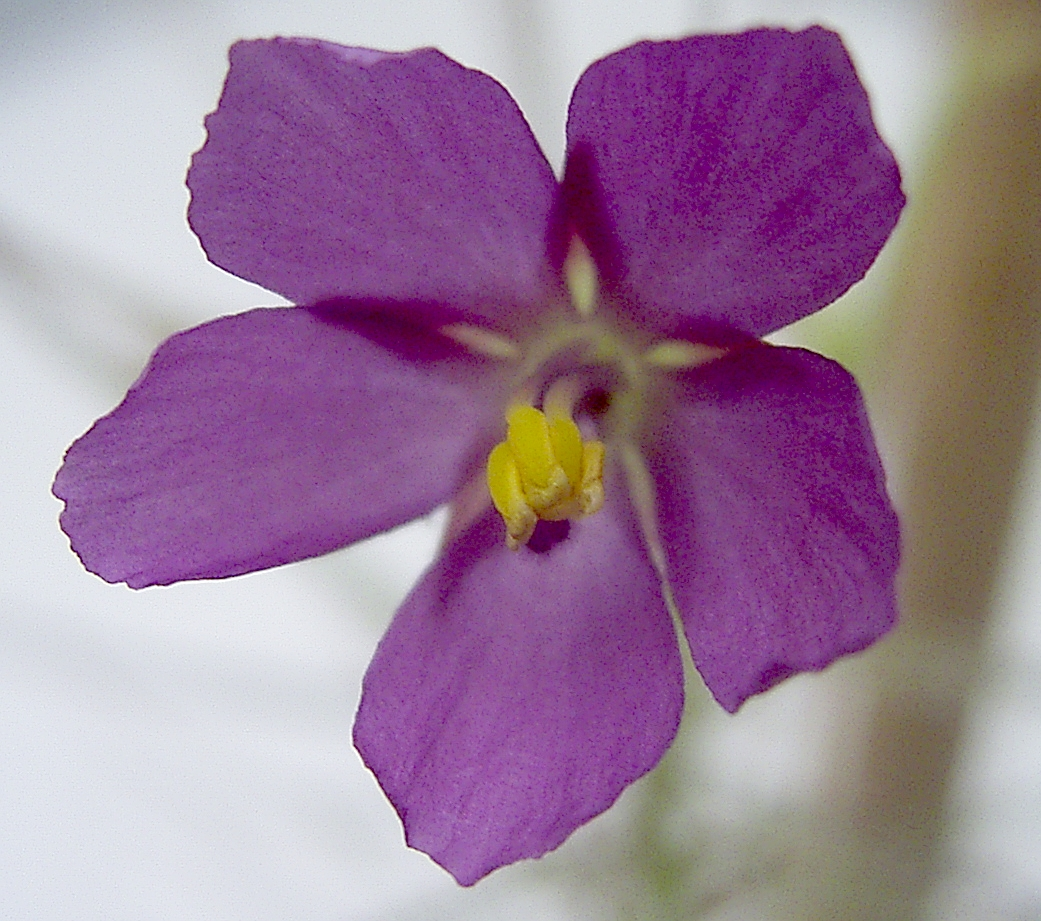
Квітка Byblis aquatica

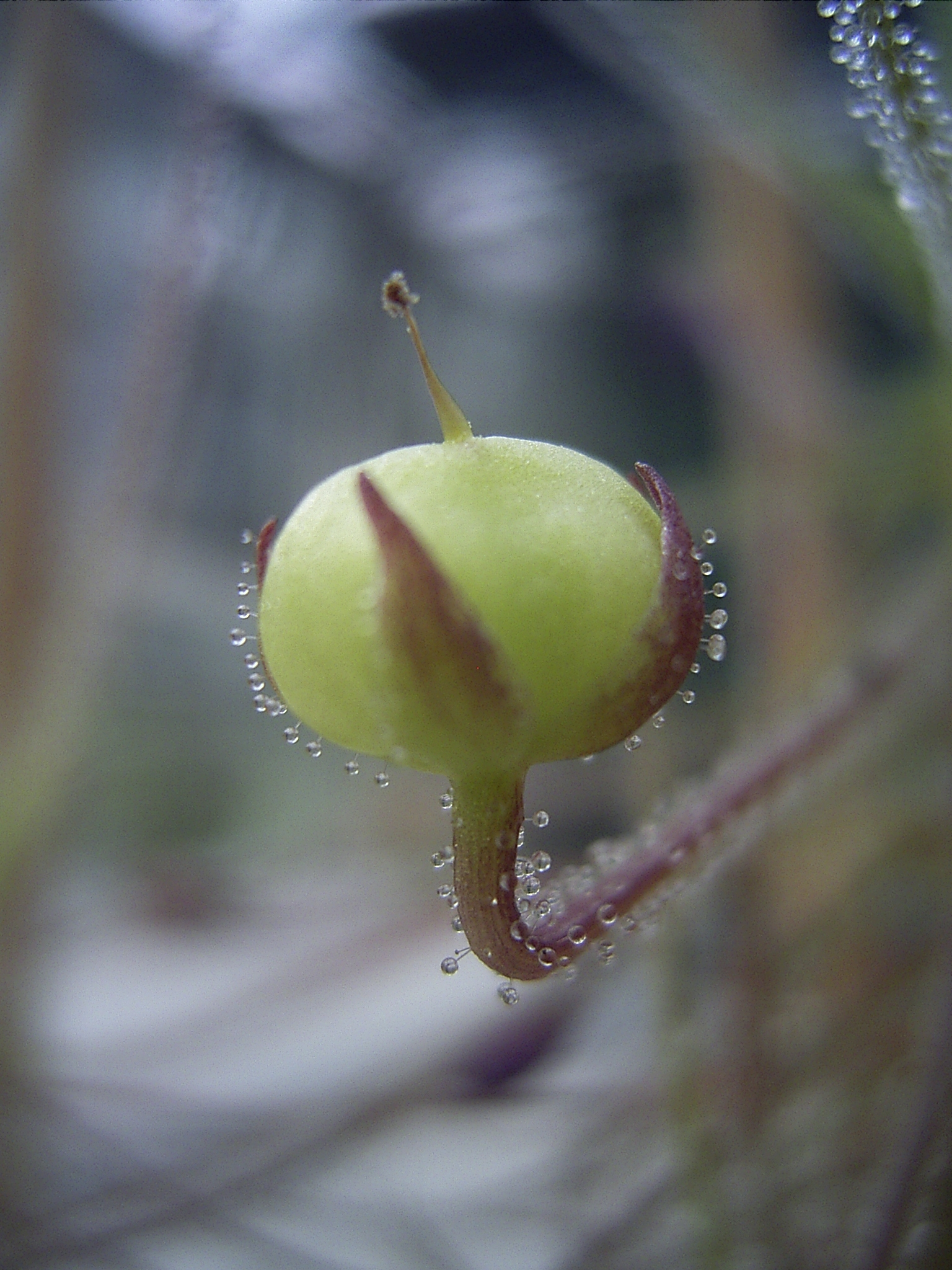
Капсула з насінням Byblis aquatica

- Австралія — Північна територія (північний захід). Цей вид був знайдений тільки в декількох точках в околицях міста Дарвіна.

## Охорона
Byblis aquatica входить до Червоного списку Міжнародного союзу охорони природи видів, з найменшим ризиком (LC). 
Byblis aquatica, як і всі інші види Біблісових входять до списку СІТЕС.